# Società Sportiva Barletta 1968-1969
Questa pagina raccoglie le informazioni riguardanti la Società Sportiva Barletta nelle competizioni ufficiali della stagione 1968-1969.

## Rosa
| N. |                   | Ruolo | Calciatore        |
| -- | ----------------- | ----- | ----------------- |
|    | Italia (bandiera) | C     | Filippo Amici     |
|    | Italia (bandiera) | D     | Pietro Baldan     |
|    | Italia (bandiera) | C     | Mario Brugnerotto |
|    | Italia (bandiera) | P     | Giuseppe De Fidio |
|    | Italia (bandiera) | D     | Savino Di Paola   |
|    | Italia (bandiera) | C     | Flavio Dolci      |
|    | Italia (bandiera) | P     | Mario Fantini     |
|    | Italia (bandiera) | D     | Stefano Faraone   |
|    | Italia (bandiera) | P     | Mario Filippini   |
|    | Italia (bandiera) |       | Lanzone           |

| N. |                   | Ruolo | Calciatore           |
| -- | ----------------- | ----- | -------------------- |
|    | Italia (bandiera) | D     | Angelo Milillo       |
|    | Italia (bandiera) | P     | Espartero Piacentini |
|    | Italia (bandiera) | D     | Giuseppe Sarcina     |
|    | Italia (bandiera) | C     | Pietro Scandola      |
|    | Italia (bandiera) | C     | Benito Scarpa        |
|    | Italia (bandiera) | A     | Fiorenzo Serina      |
|    | Italia (bandiera) | A     | Gaetano Stellone     |
|    | Italia (bandiera) | A     | Sergio Zanello       |
|    | Italia (bandiera) | C     | Giovanni Zanotti     |